# فيكرز فيلدبيست
فيكرز فيلدبيست (بالإنجليزية: Vickers Vildebeest)‏ هي قاذفة قنابل أنتجت في بريطانيا. من صناعة فيكرز المحدودة. كانت تستخدم بشكل أساسي من قبل سلاح الجو الملكي. كان أول طيران لها في 1928. انتهت خدمتها في 1942. صنع منها 209 طائرة.

## المستخدمون
- سلاح الجو الملكي
- إسبانيا

## اقرأ أيضا
- ذات المراوح الأربع